# Яркая голубая переменная

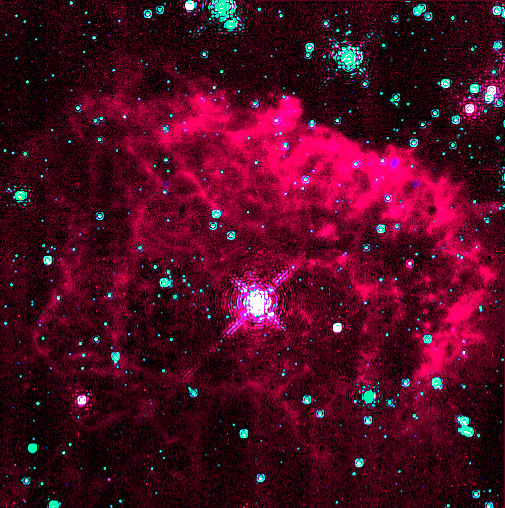
Звезда Пистолет

Яркие голубые переменные (ЯГП; англ. Luminous blue variables, LBV), также известные как переменные типа S Золотой Рыбы (англ. S Doradus variables, SDOR) — очень яркие голубые пульсирующие гипергиганты, названные по звезде S Золотой Рыбы (S Dor) в Большом Магеллановом Облаке. Они показывают неправильные (иногда циклические) изменения блеска с амплитудой от 1m до 7m. Обычно, это самые яркие голубые звезды галактик, в которых они наблюдаются. Как правило, связаны с диффузными туманностями и окружены расширяющимися оболочками.
Яркие голубые переменные могут светить в миллион раз сильнее, чем Солнце и их масса может составлять до 150 солнечных, подходя к теоретическому пределу массы звезды, что делает их самыми яркими, горячими и мощными звёздами во Вселенной. Звёзды этого типа всегда находятся в состоянии неустойчивого гидростатического равновесия, поскольку с их поверхности постоянно истекает мощнейший звёздный ветер, который всё время снижает их массу. По этой причине они всегда окружены туманностями (см. Эта Киля, которая является наиболее близкой и наиболее изученной яркой голубой переменной). Из-за их огромной массы время жизни таких звёзд очень мало́: всего несколько миллионов лет.
Согласно современным теориям, яркие голубые переменные — только стадия эволюции очень массивных звёзд, которая позволяет им сбросить часть массы. Они могут эволюционировать в звезду Вольфа — Райе, перед тем как взорваться как сверхновая или даже как гиперновая, если они не потеряют достаточно массы.

## Список ЯГП
В галактике Млечный путь:
- η Киля
- P Лебедя
- Пистолет
- V4650 Стрелеца
- V4998 Стрелеца
- V4030 Стрелеца
- AG Киля
- HR Киля
- V432 Киля
- V4029 Стрелеца
- V905 Скорпиона
- V1429 Орла
- V1672 Орла
- W1-243
- WR 102ka
- V481 Щита
- GCIRS 34 W
- MWC 930[2]
- Wrai 16-137[3]
- Wray 17-96
- WS1[4]
- MN44[5]
- MN48[6]
- Sher 25

В галактике Большое Магелланово облако:
- S Золотой Рыбы
- HD 269858 (= R127)

В галактике Малое Магелланово облако:
- HD 5980
- HD 6884

В галактике Туманность Андромеды
- AE Андромеды
- AF Андромеды

В других галактиках:
- Звезда Романо в М33
- Var 83 в М33
- NGC 2363-V1 в NGC 2363
- V37 в NGC 2403